# Aouste
Aouste é uma comuna francesa na região administrativa de Grande Leste, no departamento Ardenas. Estende-se por uma área de 12,69 km². Em 2010 a comuna tinha 207 habitantes (densidade: 16,3 hab./km²).